# Wola Zachariaszowska
Wola Zachariaszowska ([ˈvɔla zaxarjaˈʂɔfska]) ist eine Ortschaft mit einem Schulzenamt in der Landgemeinde Zielonki im Powiat Krakowski der Woiwodschaft Kleinpolen in Polen. Sie hat 747 Einwohner (Stand: 31. Dezember 2020).

## Geographie
Der Ort liegt 11 Kilometer nördlich der Stadt Krakau.
Nachbarorte sind Garliczka und Górna Wieś im Norden sowie Garlica Duchowna im Süden.

## Geschichte
Über viele Jahrhunderte hinweg lebte die lokale Bevölkerung hauptsächlich von der Landwirtschaft und der Viehzucht. Die Dörfer Garlica Duchowna und Wola Zachariaszowska gehörten ab dem 13. Jahrhundert zur Pfarrei Zielonki.
Der Ort gehörte zunächst zum Königreich Polen (ab 1569 in der Adelsrepublik Polen-Litauen), Woiwodschaft Krakau, Kreis Krakau bzw. Proszowice.
Bei der dritten Teilung Polens wurde Wola Zachariaszowska 1795 Teil des habsburgischen Kaiserreichs. In den Jahren 1807–1815 gehörte das Dorf zum Herzogtum Warschau, 1815 bis 1918 wurde es Teil des Kongresspolens.
1918, nach dem Ende des Ersten Weltkriegs wurde es Teil Polens. Unterbrochen wurde dies nur durch die Besetzung Polens durch die Wehrmacht im Zweiten Weltkrieg. Es gehörte dann zum Generalgouvernement.
Von 1975 bis 1998 gehörte Wola Zachariaszowska zur Woiwodschaft Krakau.
In den Jahren 1997 bis 1998 wurde in Wola Zachariaszowska eine Holzkapelle gebaut.